# William Guzmán
Pour les articles homonymes, voir Guzmán.
Guzmán  Rosario est un nom espagnol. Le premier nom de famille, en général paternel, est Guzmán ; le second, en général maternel, souvent omis, est Rosario.
William Guzmán Rosario, né le 26 avril 1992, est un coureur cycliste dominicain.

## Biographie
En 2019, il remporte le classement des points chauds au Tour de la Guadeloupe.

## Palmarès et résultats

### Par année
- 2010
  -  Champion de République dominicaine sur route juniors
- 2012
  -  Champion de République dominicaine sur route
  -  Champion de République dominicaine sur route espoirs
  - Vuelta de la Juventud Republica Dominicana :
    - Classement général
    - 1re et 2e (contre-la-montre) étapes

  - Vuelta al Valle del Cibao :
    - Classement général
    - 2e étape
- 2013
  -  Champion de République dominicaine du contre-la-montre espoirs
  -  Médaillé de bronze au championnat des Caraïbes du contre-la-montre
- 2014
  -  Champion de République dominicaine sur route espoirs
  -  Champion de République dominicaine du contre-la-montre espoirs
  - Clásico Leonardo Grullón
  - 1re étape du Clásico León Ureña
  - 2e de la Copa Cero de Oro
  -  Médaillé d'argent au championnat des Caraïbes du contre-la-montre
  - 3e du Clásico León Ureña
- 2015
  - 1re étape de la Copa Cero de Oro
  - 2e du championnat de République dominicaine du contre-la-montre
  - 3e de la Copa Cero de Oro
- 2016
  -  Champion de République dominicaine du contre-la-montre
  - 3e du championnat de République dominicaine sur route
- 2017
  - Clásico John Figueroa Memorial
  - 2e du Grand Prix Juan Pablo Duarte
  - 2e du championnat de République dominicaine sur route
- 2018
  -  Champion de République dominicaine du contre-la-montre
  - 1re étape du Gran Premio Santo Domingo
  - 2e du Tour del Cibao
- 2019
  - 2e du Clásico de la Amistad
- 2022
  - 2e et 3e étapes du Punta Cana Grand Prix
- 2024
  - Doglocy Classic

### Classements mondiaux
| Année            | 2012 | 2012 | 2014 | 2015 | 2016 | 2017 | 2018 | 2019 | 2020 |
| ---------------- | ---- | ---- | ---- | ---- | ---- | ---- | ---- | ---- | ---- |
| UCI America Tour | 69e  |      | 177e |      | 133e | 157e |      | 293e |      |
| UCI Europe Tour  |      |      | 873e |      |      |      |      |      |      |